# Ciutat Fallera

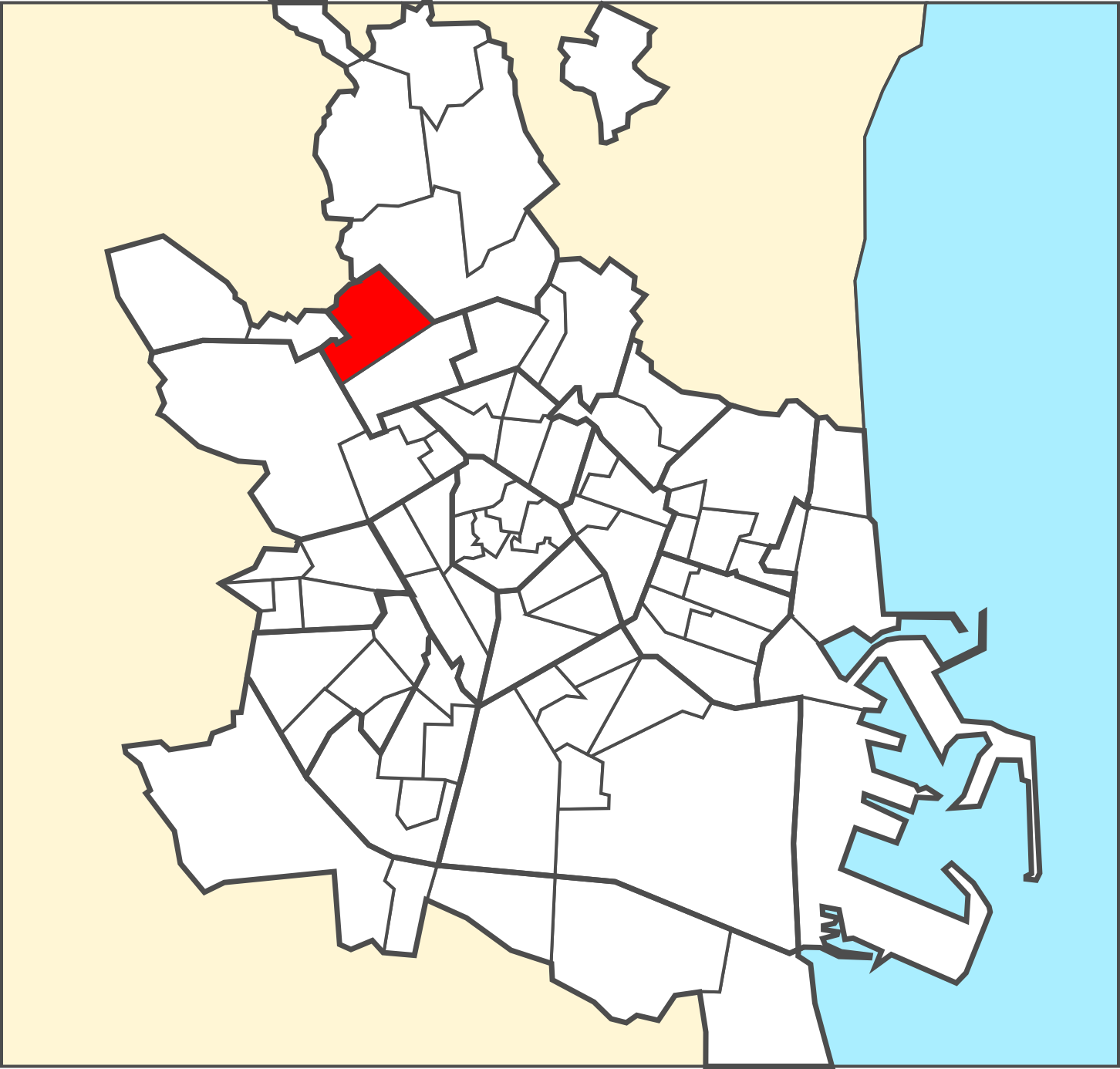
Situación de Ciutat Fallera en la ciudad de Valencia.

Ciutat Fallera (en español Ciudad Fallera) es un barrio de la ciudad de Valencia (España), y junto con el barrio de Benicalap forma el distrito municipal de Benicalap. Está situado al noroeste de la ciudad y limita al norte con el municipio de Burjasot, al este con Pueblo Nuevo, al sur con Benicalap y al oeste con Beniferri y Sant Pau. Su población en 2022 era de 5.884 habitantes.

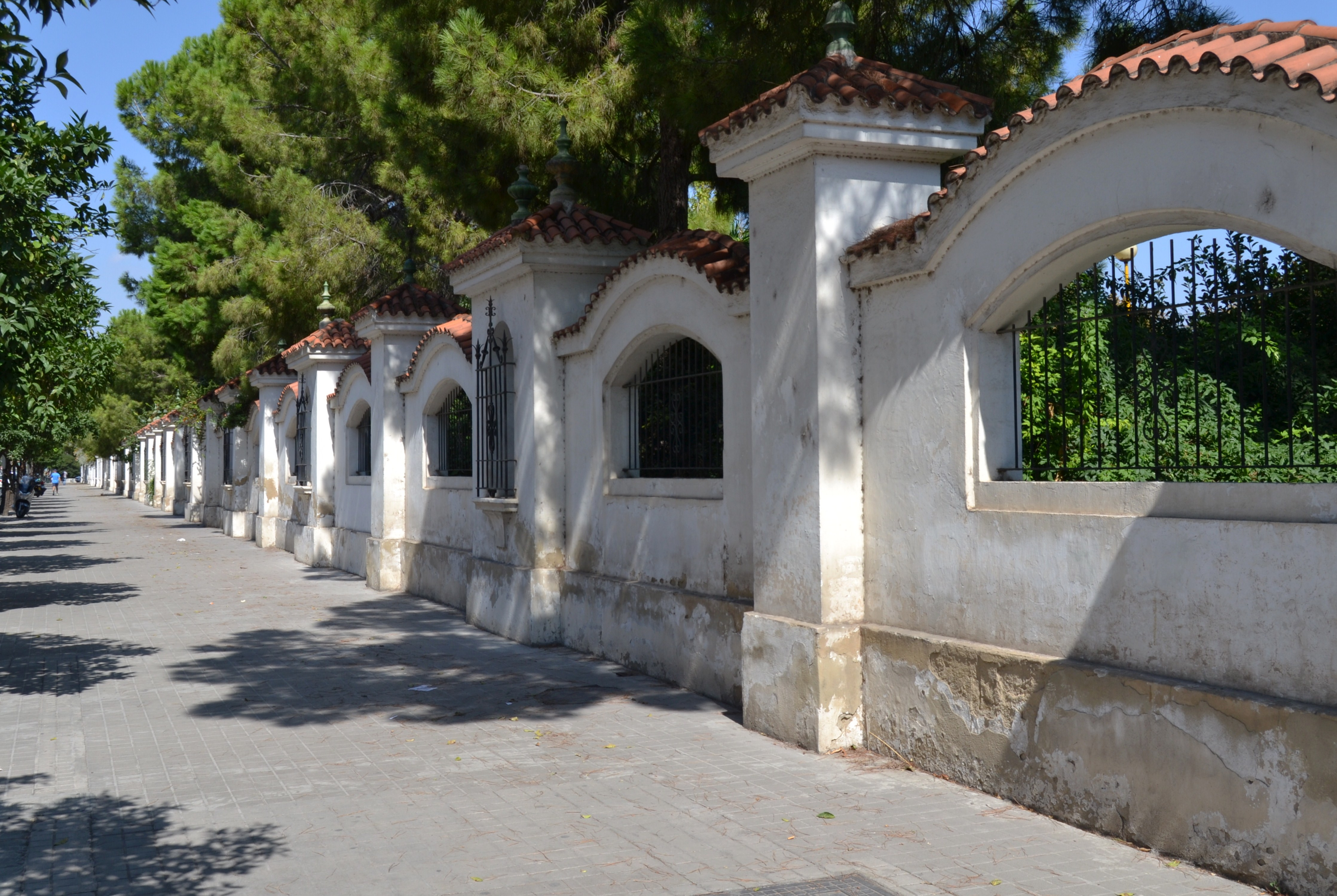
Parque de Benicalap.
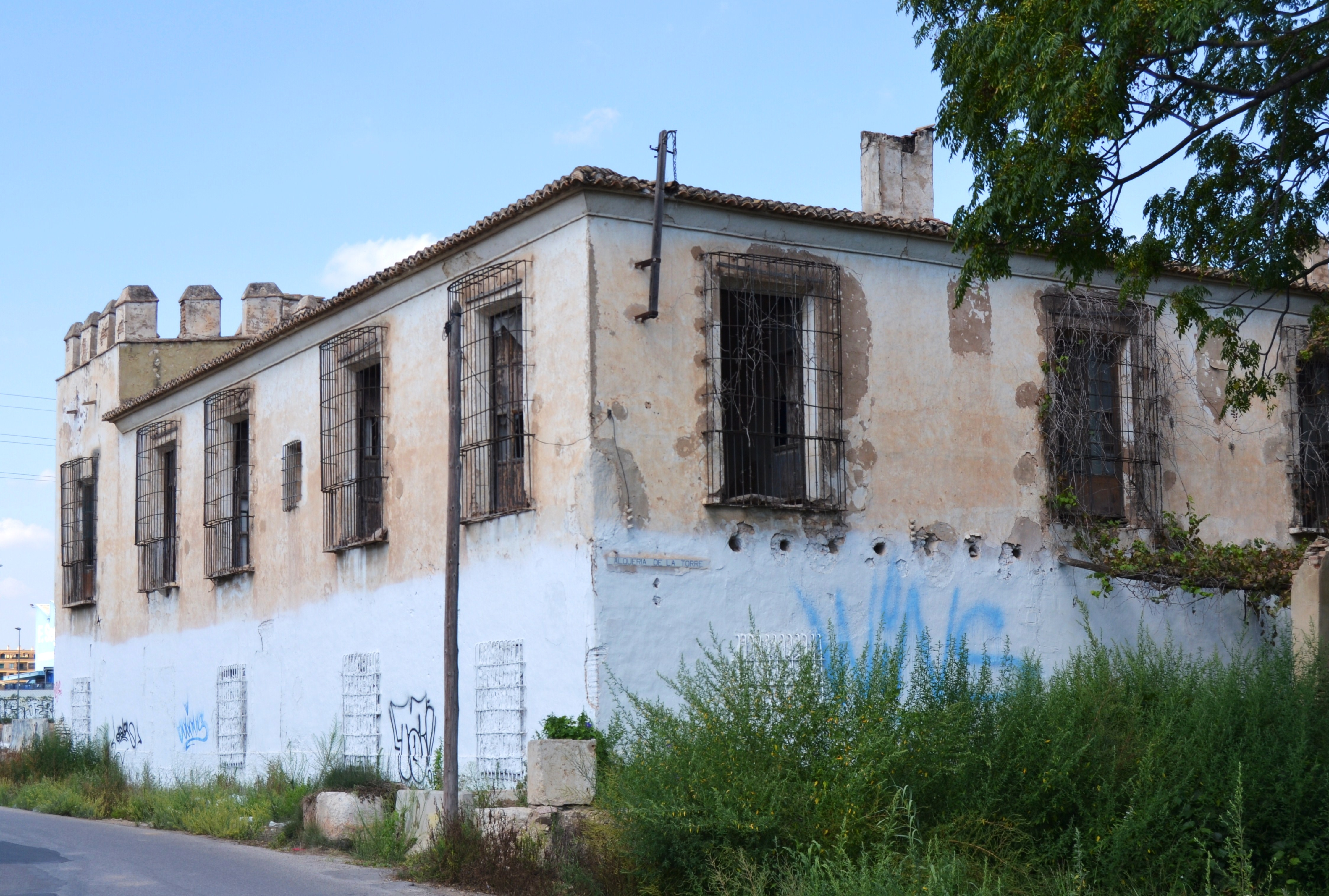
Alquería de la Torre.
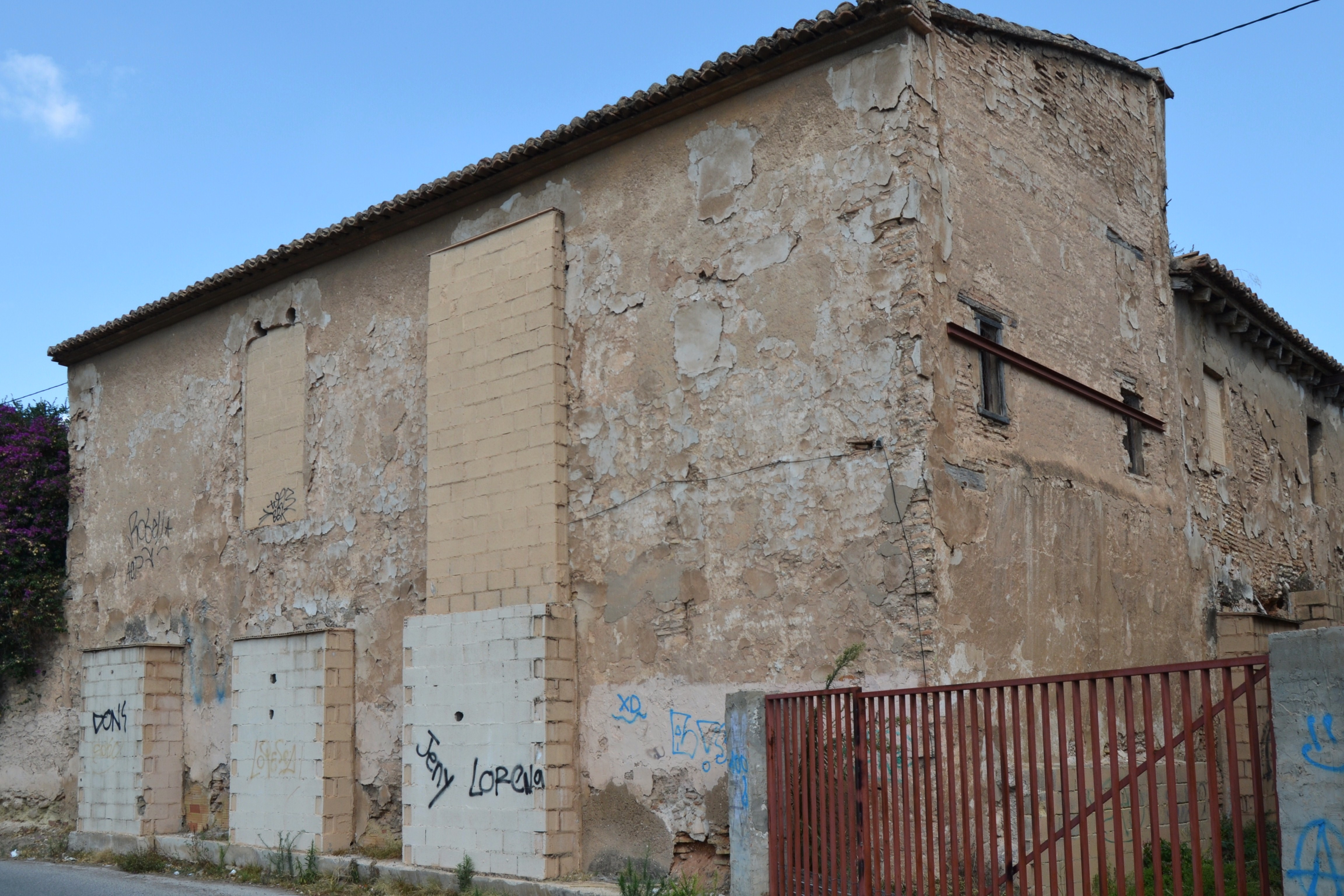
Alquería del Moro.